# هیتومی کاتایاما
هیتومی کاتایاما (انگلیسی: Hitomi Katayama; ۲۲ سپتامبر ۱۹۸۰ – ) بازیگر، و مدل (شخص) اهل ژاپن بود.